# Golf de Sologne
Le golf de Sologne est un golf français situé à La Ferté-Saint-Aubin dans le département du Loiret et la région Centre-Val de Loire.
Il s'agit de l'un des deux golfs implantés sur le territoire de la commune avec le golf des Aisses.  

## Description
Le golf est situé dans la région naturelle de la Sologne, à La Ferté-Saint-Aubin, au sud du département du Loiret, à proximité de la route nationale 20, en bordure de la route départementale 18.
Le golf, créé en 1950, est le plus ancien de la région Centre, il comporte 18 trous sur plus de six kilomètres.
La première homologation du parcours par la fédération française de golf date de 1989.
Depuis 2007, le parcours fait l'objet d'une complète rénovation par l'architecte Olivier Dongradi.